# Полянчани
46°02′ пн. ш. 16°50′ сх. д. / 46.03° пн. ш. 16.84° сх. д.
Полянчани (хорв. Poljančani) — населений пункт у Хорватії, у Б'єловарсько-Білогорській жупанії у складі громади Капела.

## Населення
Населення за даними перепису 2011 року становило 79 осіб.
Динаміка чисельності населення поселення: